# Martin Marić
Martin Marić, född 19 april 1984, är en friidrottare från Kroatien. Han deltog vid olympiska sommarspelen 2008 och olympiska sommarspelen 2012.